# Episodi di Medium (prima stagione)
La prima stagione della serie televisiva Medium è andata in onda dal 3 gennaio 2005 al 23 maggio 2005 sul network americano NBC.
In Italia la prima stagione è stata trasmessa in prima visione, dal 21 dicembre 2005 al 14 dicembre 2006, su Rai 3.
| nº | Titolo originale                                               | Titolo italiano                          | Prima TV USA     | Prima TV Italia  |
| -- | -------------------------------------------------------------- | ---------------------------------------- | ---------------- | ---------------- |
| 1  | Pilot                                                          | Visioni                                  | 3 gennaio 2005   | 21 dicembre 2005 |
| 2  | Suspicions and Certainties                                     | Sospetti e certezze                      | 10 gennaio 2005  | 21 dicembre 2005 |
| 3  | A Couple of Choices                                            | Doppia scelta                            | 17 gennaio 2005  | 28 dicembre 2005 |
| 4  | Night of the Wolf                                              | La notte del lupo                        | 24 gennaio 2005  | 28 dicembre 2005 |
| 5  | In Sickness and Adultery                                       | Sul banco dei testimoni                  | 31 gennaio 2005  | 4 gennaio 2006   |
| 6  | Coming Soon                                                    | Un giorno succederà                      | 7 febbraio 2005  | 4 gennaio 2006   |
| 7  | Jump Start                                                     | Salto nel vuoto                          | 14 febbraio 2005 | 4 gennaio 2006   |
| 8  | Lucky                                                          | Lucky                                    | 21 febbraio 2005 | 11 gennaio 2006  |
| 9  | Coded                                                          | Messaggi in codice                       | 28 febbraio 2005 | 11 gennaio 2006  |
| 10 | The Other Side of the Tracks                                   | Lungo le rotaie                          | 14 marzo 2005    | 11 gennaio 2006  |
| 11 | I Married a Mind Reader                                        | Ho sposato una medium                    | 21 marzo 2005    | 18 gennaio 2006  |
| 12 | A Priest, a Doctor and a Medium Walk Into an Execution Chamber | Morte apparente                          | 28 marzo 2005    | 18 gennaio 2006  |
| 13 | Being Mrs. O'Leary's Cow                                       | Una scelta difficile                     | 25 aprile 2005   | 18 gennaio 2006  |
| 14 | In the Rough                                                   | Il caso Butler                           | 2 maggio 2005    | 14 dicembre 2006 |
| 15 | Penny for Your Thoughts                                        | A caccia di anime                        | 9 maggio 2005    | 14 dicembre 2006 |
| 16 | When Push Comes to Shove: Part 1                               | Il ritorno del Capitano Push Prima parte | 23 maggio 2005   | 14 dicembre 2006 |

## Visioni
- Titolo originale: Pilot
- Diretto da: Glenn Gordon Caron
- Scritto da: Glenn Gordon Caron

### Trama
Moglie, madre e sensitiva, Allison riesce a comunicare con i morti ed è convinta di poter utilizzare il suo dono per aiutare a risolvere i crimini. Fa un sogno ed invia dei fax alla polizia. Viene messa alla prova quando riceve una telefonata dai Texas Ranger.

## Sospetti e certezze
- Titolo originale: Suspicions and Certainties
- Diretto da: Vincent Misiano
- Scritto da: Glenn Gordon Caron

### Trama
Adesso che lavora per il procuratore distrettuale di Phoenix, Manuel Devalos, Allison viene chiamata per aiutare a selezionare la giuria che dovrà condannare un assassino. Però Allison teme che la polizia possa aver catturato l'uomo sbagliato.

## Doppia scelta
- Titolo originale: A Couple of Choices
- Diretto da: Jeff Bleckner
- Scritto da: Michael Angeli e Glenn Gordon Caron

### Trama
Mentre Joe si chiede come pianificare una festa a sorpresa per la moglie medium, Allison viene affiancata dal detective Lee Scanlon per poter scovare un serial killer i cui bersagli sono giovani appena sposati.

## La notte del lupo
- Titolo originale: Night of the Wolf
- Diretto da: Artie Mandelberg
- Scritto da: René Echevarria

### Trama
I sogni che Allison fa, di essere inseguita da un lupo, cominciano ad avere senso quando ascolta una testimone di un omicidio che dà una descrizione alquanto imprecisa al disegnatore di identikit della polizia. La figlia Bridget annuncia di avere un nuovo amico, un bambino morto cinque anni prima.

## Sul banco dei testimoni
- Titolo originale: In Sickness and Adultery
- Diretto da: Aaron Lipstadt
- Scritto da: Michael Angeli

### Trama
Non solo il procuratore Devalos vuole che Allison giuri il falso sul banco dei testimoni, ma una medium la mette in guardia: ci sono problemi che minano il suo matrimonio.

## Un giorno succederà
- Titolo originale: Coming Soon
- Diretto da: Vincent Misiano
- Scritto da: Moira Kirland

### Trama
Allison è sicura che un affidabile e stimato cittadino sia in realtà un serial killer che la ossessiona nei sogni. Inoltre lei e suo marito Joe si preparano ad  affrontare il fatto che potrebbe essere incinta.

## Salto nel vuoto
- Titolo originale: Jump Start
- Diretto da: Artie Mandelberg
- Scritto da: Melinda Hsu

### Trama
Allison si sorprende quando scopre che una ragazza che si è suicidata saltando giù da un dirupo ricattava un avvocato, lo stesso che aveva cercato di rivelare il dono di Allison in tribunale.

## Lucky
- Titolo originale: Lucky
- Diretto da: Peter Werner
- Scritto da: David Folwell

### Trama
Sollevata dal fatto che suo fratello Michael sia tornato sano e salvo dopo aver servito lo Stato come militare in Afghanistan, Allison si domanda se anche lui possa comunicare con i morti.

## Messaggi in codice
- Titolo originale: Coded
- Diretto da: Bill L. Norton
- Scritto da: Moira Kirland

### Trama
Joe e Allison sono preoccupati che la figlia maggiore Ariel possa avere ereditato il dono della madre. I suoi sogni ricorrenti di una bambina tenuta prigioniera in un castello si rivelano avere basi nella realtà. Madre e figlia aiuteranno la polizia a trovare una bambina rapita.

## Lungo le rotaie
- Titolo originale: The Other Side of the Tracks
- Diretto da: Eric Laneuville
- Scritto da: Chris Dingess

### Trama
Un professore specializzato in fenomeni paranormali dice ad Allison che i suoi sogni su due bambini che corrono verso delle rotaie riguardano un fatto accaduto a lui stesso e a suo fratello, che si crede sia stato assassinato, ma che Allison pensa sia ancora vivo.

## Ho sposato una medium
- Titolo originale: I Married a Mind Reader
- Diretto da: Duane Clark
- Scritto da: René Echevarria

### Trama
Dopo essere stata ossessionata da una serie televisiva degli anni sessanta intitolata "Ho sposato una medium", Allison immagina di essere coinvolta in un vero assassinio accaduto dietro le quinte.

## Morte apparente
- Titolo originale: A Priest, a Doctor and a Medium Walk into an Execution Chamber
- Diretto da: Bill L. Norton
- Scritto da: Chris Dingess

### Trama
Anche se hanno assistito come testimoni all'esecuzione di uno spacciatore di droga condannato a morte, Allison e la polizia sono sconvolti nello scoprire che il suo "fantasma" potrebbe avere assassinato la sua ragazza, un assassinio registrato con una telecamera. Alla fine Allison riuscirà a chiarire tutto.

## Una scelta difficile
- Titolo originale: Being Mrs. O'Leary's Cow
- Diretto da: Ronald L. Schwary
- Scritto da: Melinda Hsu

### Trama
Allison è terrorizzata: se accusa un presunto pilota d'aerei dell'assassinio di sua moglie, ha paura che l'aeroplano che dovrà pilotare potrebbe precipitare.

## Il caso Butler
- Titolo originale: In the Rough
- Diretto da: Duane Clark
- Scritto da: René Echevarria

### Trama
Quando la madre di Joe viene a trovare la famiglia, Allison riceve la visita di suo suocero. Intanto un assassino che Scanlon e Devalos hanno mandato in prigione anni prima potrebbe venire liberato se Allison rivela la sua verità sul suo caso.

## A caccia di anime
- Titolo originale: Penny for Your Thoughts
- Diretto da: Aaron Lipstadt
- Scritto da: Moira Kirland

### Trama
Allison combatte con uno spirito maligno proveniente dal passato che si impossessa delle menti dei dottori. Nel frattempo, l'insegnante di matematica di Ariel la accusa di imbrogliare.
- Guest star: Mark Sheppard (dottor Walker)

## Il ritorno del Capitano Push Prima parte
- Titolo originale: When Push Comes to Shove (Part I)
- Diretto da: Aaron Lipstadt
- Scritto da: Chris Dingess

### Trama
Il capitano Push, che Allison aveva incontrato in Texas, arriva a Phoenix per aiutare la polizia a trovare un serial killer. Ma Allison si preoccupa quando Push ha una crisi cardiaca e sorprendentemente appare nei suoi sogni.